# Desmatosuchus
A Desmatosuchus (jelentése 'láncszem krokodil') a hüllők (Reptilia) osztályának az Aetosauria rendjébe, ezen belül a Stagonolepididae családjába tartozó nem. A D. smalli leletei nori korú homokkőből kerültek elő. A genust Edward Drinker Cope fedezte fel 1892-ben, és leletének az Episcoposaurus haplocerus nevet adta. E faj ma Desmatosuchus haplocerus néven a genus típuspéldánya.

## Anatómia
5 méteres hosszával és 1,5 méteres magasságával az aetosaurusok egyik legnagyobb képviselője volt. A késő triász idején élt, a mai Texas állam területén.
A Desmatosuchus a rokonaihoz hasonlóan páncélozott testtel és disznószerű fejjel rendelkezett. Pofája ásó alakú volt. Gyenge fogai arra utalnak, hogy csak zsenge növényekkel táplálkozott. Mint sok más rokonának, a Desmatosuchusnak is erős csontlemezek borították a hátát, a farkát és hasának egyes részeit. Eltérően a legtöbb aetosauriától, a hátoldalán két sor tüskét viselt. A vállán levő legnagyobb tüskék 45 centiméter hosszúak voltak. Ezek valószínűleg nagyobb védelmet nyújtottak a ragadozókkal szemben.

## Osztályozás
Jelenleg két faja számít érvényesnek: a D. spurensis, a típusfaj és a D. smalli.. A Desmatosuchus chamaensis egy 2007-ben készült elemzés alapján egy másik nemhez tartozik, de vita van afelől, hogy az új nemet Heliocanthusnak vagy Rioarribasuchusnak nevezzék el.

## Rokon nemek
- Acompsosaurus
- Hoplitosuchus
- Longosuchus (Lucasuchus)
- Neoaetosauroides
- Paratypothorax
- Sierritasuchus
- Typothorax[6]

## Popkulturális hatás
A Desmatosuchus látható a Dinoszauruszok, az ősvilág urai (When Dinosaurs Roamed America) című dokumentumfilmben, melyben elkerget egy bosszantó Coelophysist és egy zsákmányt kereső Rutiodont.

## Fordítás
Ez a szócikk részben vagy egészben  a   Desmatosuchus című angol Wikipédia-szócikk ezen változatának fordításán alapul.  Az eredeti cikk szerkesztőit annak laptörténete sorolja fel. Ez a jelzés csupán a megfogalmazás eredetét és a szerzői jogokat jelzi, nem szolgál a cikkben szereplő információk forrásmegjelöléseként.